# Stages: The Lost Album
Stages: The Lost Album è un album in studio del musicista statunitense Eric Andersen, pubblicato nel 1991 ma registrato nel periodo 1972-1973.

## Tracce
Tutte le tracce sono di Eric Andersen tranne dove indicato.
1. Baby, I'm Lonesome – 3:17
2. Moonchild River Song – 4:20
3. Can't Get You Out of My Life – 2:54
4. Woman, She Was Gentle – 4:18
5. Time Run Like a Freight Train – 8:29
6. It's Been a Long Time – 3:21
7. Wild Crow Blues – 6:10
8. Be True to You – 3:07
9. I Love to Sing My Ballad, Mama – 2:56
10. Dream to Rimbaud - 6:23
11. Make It Last (Angel in the Wind) - 4:51
12. Lie with Me - 3:50
13. Soul of My Song[1] (Andersen, Jonas Fjeld, Willie Nile, Ole Paus) - 3:55